# Gevangenissysteem in Noorwegen

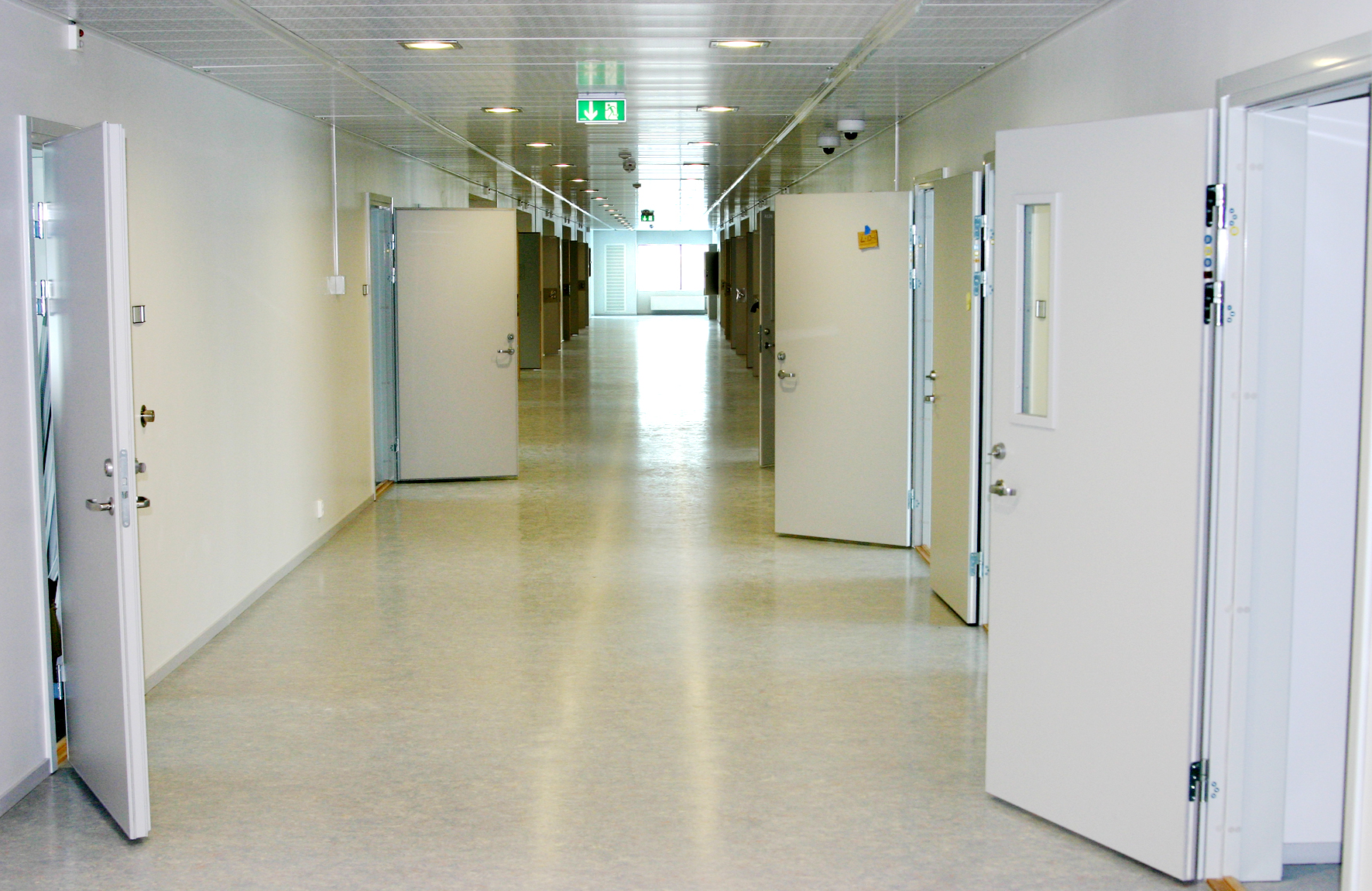
Gevangenis van Halden

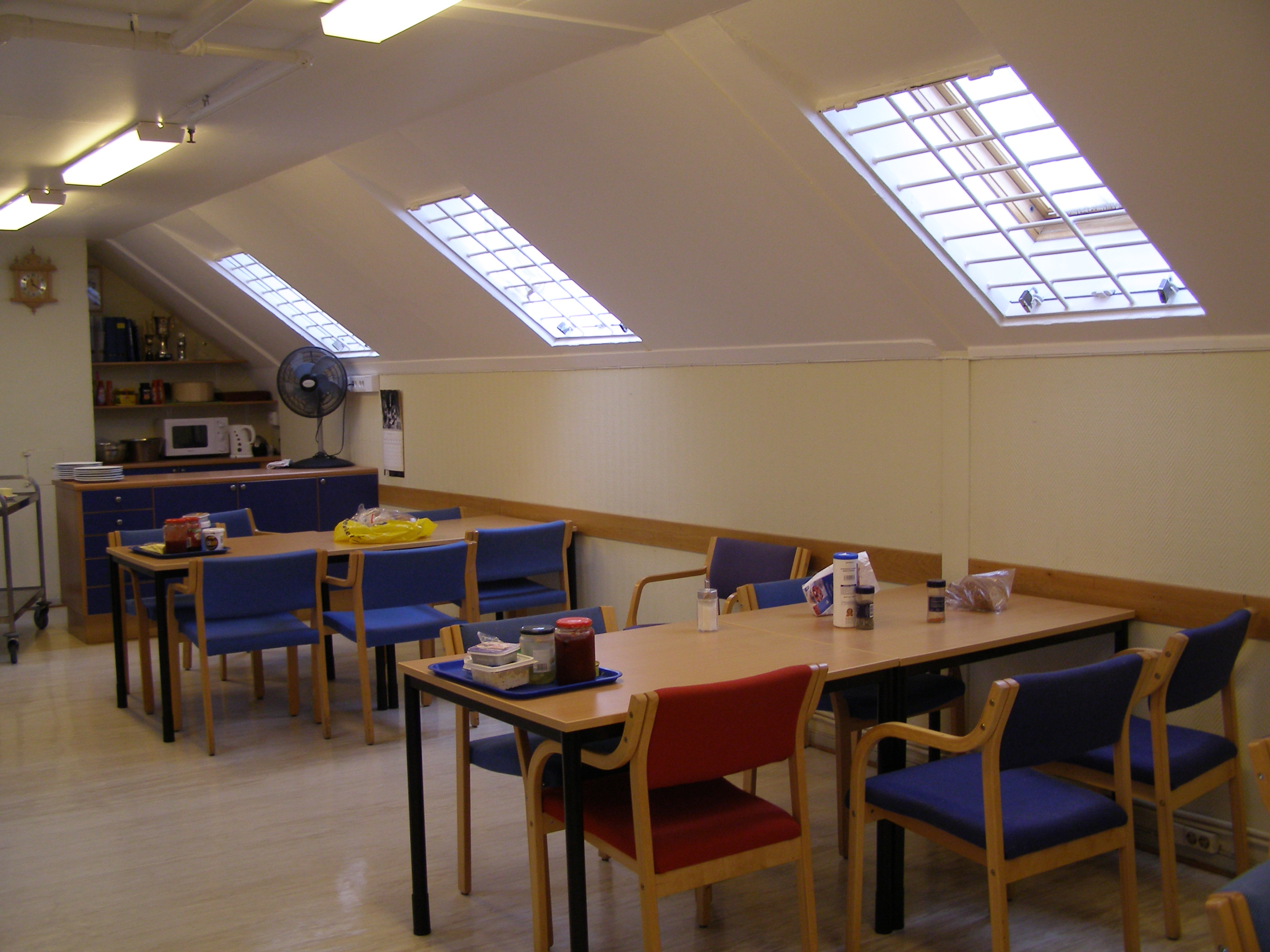
Gevangenis van Larvik

Het Noorse strafrechtsysteem richt zich op de beginselen van herstelrecht en rehabilitatie van gevangenen. Correctionele voorzieningen in Noorwegen richten zich op het behoud van de voogdij over de dader en proberen hem tot een functionerend lid van de samenleving te maken. Het Noorse gevangenissysteem staat bekend als een van de meest effectieve en humane ter wereld.
Noorwegen heeft een van de laagste recidivecijfers ter wereld; in 2016 recidiveerde slechts 20% van de gedetineerden binnen 5 jaar. Het land heeft ook een van de laagste algehele misdaadcijfers ter wereld. Het Noorse gevangenissysteem huisvest ongeveer drieduizend daders.
De Noorse wetten verbieden het gebruik van foltering en andere wrede, onmenselijke of vernederende behandelingen als straf. De omstandigheden in de gevangenissen voldoen doorgaans aan de internationale normen en de regering staat bezoeken van mensenrechtenwaarnemers toe. Het systeem wordt als transparant beschouwd en gevangenen worden vertegenwoordigd door een ombudsman, een functionaris die is aangesteld om klachten van individuen tegen het openbaar gezag te onderzoeken.
Noorwegen kent geen doodstraf of levenslange gevangenisstraf. De maximale vrijheidsstraf is 21 jaar (30 voor misdaden tegen de menselijkheid en alleen levenslange gevangenisstraf voor militaire misdaden); aan het einde van de oorspronkelijke gevangenisstraf hebben de rechtbanken echter de bevoegdheid om elke vijf jaar voor onbepaalde tijd verhogingen van vijf jaar toe te voegen aan de straf van de gevangene, als wordt vastgesteld dat de gevangene niet is gerehabiliteerd.

## Geschiedenis
Vóór de introductie van het rechtssysteem dat focust op rehabilitatie had Noorwegen een bestraffend rechtssysteem. Tegen 1968 waren de Noren ontevreden geworden over de barre leefomstandigheden van het correctionele systeem en werd de Noorse Vereniging voor Strafrechtelijke Hervorming (KROM) opgericht. KROM veranderde het strafsysteem, dat grotendeels afhing van de medische behandeling van daders; in die tijd werden gevangenen medisch behandeld en, afhankelijk van het succes van de behandeling, voor een passende termijn opgesloten. KROM's eerste inhoudelijke wijziging in de Noorse penologie vond plaats in 1970, met de afschaffing van dwangarbeid. In 1975 werden jeugdinrichtingen opgeheven. Hervormingen begin jaren negentig waren veel meer gericht op rehabilitatie in plaats van op "wraak".

## Gevangenissysteem

### Straf in de samenleving
Het Noorse strafrechtprotocol wordt vaak het "Noorse model" genoemd, hoewel Noorwegen de voorkeur geeft aan "alternatieve straffen" of "straffen in de samenleving". "Sancties in de gevangenis" wordt ook gebruikt.
"Straffen in de samenleving" betekent dat de dader ten minste een deel van zijn tijd buiten de gevangenis zal zitten en een bepaald aantal keren een ambtenaar zal moeten ontmoeten, zoals bevolen door de rechtbank. In ruil daarvoor kan een persoon uit de gevangenis blijven als hij zich aan de regels van de rechtbank houdt. In de meeste gevallen behouden criminelen hun huidige baan, of beveelt de rechtbank om te werken, en kunnen ze bij hun familie blijven en hun normale leven voortzetten. Sancties in de samenleving worden alleen opgelegd als er geen last is voor de slachtoffers, hun families of de samenleving.
Gemeenschapsdienst is de meest voorkomende straf in de samenleving. Het wordt gemeten in uren en niet in dagen, maanden of jaren. Ongeveer 2.500 mensen per jaar worden veroordeeld tot deze vorm van straf, en uren kunnen variëren van 30 tot 70. De gemiddelde opgegeven duur is ongeveer 70 uur en zou binnen een jaar moeten worden voltooid. Gemeenschapsdienst houdt meestal sociaal werk in: het individu brengt zijn tijd door in kerken, scholen, kleuterscholen, vrijwilligersorganisaties en maatschappelijke organisaties.
Gemeenschapsdienst kan zowel "veranderprogramma's", behandeling, speciale gesprekken als andere programma's omvatten. Het correctionele systeem heeft het recht om andere voorwaarden toe te voegen, zoals een verbod op drugs- of alcoholgebruik, buiten gerechtelijke bevelen om. De penitentiaire inrichting zal een "uitvoeringsplan" opstellen volgens de richtlijnen van het gerechtelijk bevel. Vervolgens kan het naar eigen inzicht programma's of voorwaarden toevoegen.
Elektronisch toezicht is een van de meest toegepaste strafmethoden in de samenleving. Er wordt een elektronische gps-tracker voor de enkel gebruikt om de persoon te volgen, hoewel deze alleen kan worden gebruikt in de laatste vier maanden van de proeftijd of van de gevangenisstraf, en de persoon moet bevoegd zijn om er een te dragen.
Antidopingprogramma's maken ook deel uit van correctionele programma's. Dit zijn door de rechtbank opgelegde alternatieve programma's voor daders die anders onvoorwaardelijk zouden worden opgesloten en die vaak worden opgelegd voor rijden onder invloed van drugs of voor het gebruik van illegale drugs. Een drugsprogramma met rechterlijke toetsing is een ander alternatief voor een onvoorwaardelijke gevangenisstraf voor drugs- en alcoholverslaafden. Dit programma kan aan de dader worden opgelegd indien zijn/haar misdaden met drugs te maken heeft, inclusief misdaden om verslaving te financieren, zoals diefstal.

### Straf in de gevangenis
De langste toegestane straf in een Noorse gevangenis is 21 jaar, hoewel een nieuw wetboek van strafrecht een maximumstraf van 30 jaar toestaat voor misdaden die verband houden met genocide, misdaden tegen de menselijkheid of oorlogsmisdaden. Daarnaast kunnen straffen worden verlengd als een rechter oordeelt dat de gedetineerde nog steeds een gevaar vormt voor de samenleving. De gemiddelde straf is ongeveer 8 maanden.
De bedoeling van een straf in Noorwegen is uitsluitend vrijheidsbeperking; geen andere rechten worden ontnomen. Een dader in de gevangenis heeft dezelfde rechten als een gewone burger, inclusief stemrecht. Gevangenisautoriteiten proberen daders in het laagste veiligheidsregime te plaatsen dat in overeenstemming is met de behoeften van de gedetineerde. Vaak is de procedure om over te gaan tot vrijlating als volgt: beginnen bij een streng beveiligde gevangenis, daarna verhuizen naar een lager beveiligde gevangenis, vervolgens een opvanghuis en uiteindelijk het vrijlaten in de samenleving.
Wanneer gedetineerden niet op het werk, op school of recreatieve activiteiten aan het doen zijn, zijn ze bij correctionele officieren en/of in hun cel. De cellen van gedetineerden worden één keer per dag doorzocht en ze krijgen zeer weinig vooraf goedgekeurde persoonlijke spullen. Urinemonsters worden verzameld, meestal willekeurig gekozen binnen de populatie van gedetineerden met een bekende geschiedenis van drugsverslaving.
Er zijn drie niveaus in het Noorse gevangenissysteem: hoge beveiliging (gesloten gevangenissen), lage beveiliging (open gevangenissen) en tijdelijke huisvesting. De meeste gevangenissen in Noorwegen (60%) zijn gesloten; deze faciliteiten hebben muren en hekken rond de gevangenis, en gevangenen worden opgesloten en staan onder toezicht van cipiers. Open gevangenissen sluiten gevangenen alleen 's nachts op in hun cellen, huizen of kamers; de gevangeniscampus is open, maar gedetineerden kunnen niet vertrekken. Gesprekken worden afgeluisterd, maar telefoongebruik is toegestaan. Open gevangenissen moedigen contact met de samenleving aan via veilige middelen (dit wil zeggen bezoek, verlof en andere aanpassingen). Tijdelijke opvanghuizen of "transitiehuizen" wordt gebruikt wanneer een deel van de straf is voltooid; de gevangenen blijven in het gevangenissysteem, maar de controle over hen is minder streng. Overplaatsing naar tijdelijke huisvesting moet vooraf worden goedgekeurd omwille van de veiligheid voor de samenleving. Tijdelijke huisvesting brengt gedetineerden geleidelijk terug in de samenleving met sociale training en professionele training. Het geeft een gevangene een netwerk die ze kunnen gebruiken zodra ze weer in de samenleving zijn vrijgelaten.

### Gevangenisofficieren
Mensen die in Noorse gevangenissen werken, worden eerder officieren dan bewakers genoemd. Ze noemen zichzelf rolmodellen, coaches en mentoren voor de gevangenen. De opleiding tot gevangenisbewaarder duurt tussen de twee en drie jaar. De opleiding bevat "schriftelijke examens in het Noors, Engels, fysieke conditietests, recht, ethiek, criminologie, re-integratie en maatschappelijk werk".

## Gevangenisbevolking
Volgens de website van World Prison Brief heeft Noorwegen anno 2020 2.932 mensen in hun 58 verschillende instellingen. Daarvan zit ongeveer 26% in voorlopige hechtenis of zit in de gevangenis in afwachting van zijn proces. Slechts ongeveer 0,1% van de Noorse gevangenen zijn jongeren en ongeveer 6% is vrouw. 26% van de gedetineerden is in het buitenland geboren.
De Noorse gevangenissen opereren onder hun officiële capaciteit van 4.092 personen. Tussen het jaar 2000 en 2016 nam de gevangenispopulatie toe, hierna nam dit terug af. In 2000 zaten ongeveer 2.500 mensen vast in Noorse gevangenissen. In 2008 was dit gestegen tot ongeveer 3.400, en in 2016 was de gevangenisbevolking 3.850. In 2020 daalde dit tot 2.932 personen. Dit komt overeen met een gevangenispopulatie van 54 per 100.000 mensen in 2020.